# Дімітріос Лундрас
Дімі́тріос Лу́ндрас (грец. Δημήτριος Λούνδρας; 6 вересня 1885 — 15 лютого 1970) — грецький гімнаст та адмірал, бронзовий призер літніх Олімпійських ігор 1896.
Дімітріос належав до членів афінського гімнастичного клубу «Етнікос гімнастікос силлогос», заснованого 1893 року. Змагався на Іграх, коли йому було всього 10 років і 218 днів, а отже, став наймолодшим учасником і призером за всю історію новітніх Олімпійських ігор (не враховуючи атлетів невідомого віку на літніх Олімпійських іграх 1900). Лундрас взяв участь лише в командному змаганні на брусах і в складі своєї команди (крім нього, в ній були Іоанніс Хрисафіс, Іоанніс Митропулос і Філіппос Карвелас) посів третє місце.
Після Олімпіади Дімітріос закінчив морську школу й згодом став адміралом. Воював на Балканських, Першій і Другій світовій війнах. Крім того, до 1964 року він очолював Федерацію стрілецького спорту Греції й 19 років був членом Олімпійського комітету Греції. 1964 року Генеральний секретаріат спорту Греції нагородив Дімітріоса Лундраса орденом Георгіоса I.